# Върхове на Балканите
Върхове на Балканите е трансграничен туристически пешеходен маршрут, свързващ Албания, Косово и Черна гора, посредством Проклетия.
Туристическият маршрут включва летни преходи в рамките на 10-13 дни с общо разстояние 192 км през най-отдалечения и див планински регион на Западните Балкани, и въобще в Европа. Маршрута достига на места височина до 2300 м и включва спиращи дъха гледки, пейзажи от зелени долини до кристално чисти планински езера, каньони, водопади, реки и отдалечени живописни планински села, в които времето сякаш е спряло. За любителите на природата, маршрута е „скрито съкровище“ и като цяло е леснодостъпен за туристите. 
Туристическото предприятие е съвместна инициатива на трите страни, подпомагана финансово от германското дружество за разпространение на немския език. 
Туристическата пътека по цялото трасе е маркирана, като навсякъде се предлагат нощувки в новопостроени и спретнати хижи или летовища. Препоръчва се за екскурзионно летуване. Маршрута вклюва долините на реките Валбона и Тети в Албания, горния Лим в Черна гора и Руговската клисура на Печка Бистрица в Косово.